# Eschata rififi
Eschata rififi là một loài bướm đêm trong họ Crambidae.